# 勒维耶 (卡尔瓦多斯省)
勒维耶（法語：Reviers，法語發音：[ʁəvje] ⓘ）是法国卡尔瓦多斯省的一个市镇，属于卡昂区。

## 地理
勒维耶（49°18'6"N, 0°27'51"W）面积4.38 平方千米，位于法国诺曼底大区卡爾瓦多斯省，该省份为法国西北部沿海省份，北濒大西洋英吉利海峡，东北与滨海塞纳省以海上边界相接，东临厄尔省，南至奧恩省，西与芒什省接壤。
与勒维耶接壤的市镇（或旧市镇、城区）包括：邦维尔、滨海贝尼、滨海库尔瑟勒、方丹亨利、瑟勒河桥村。

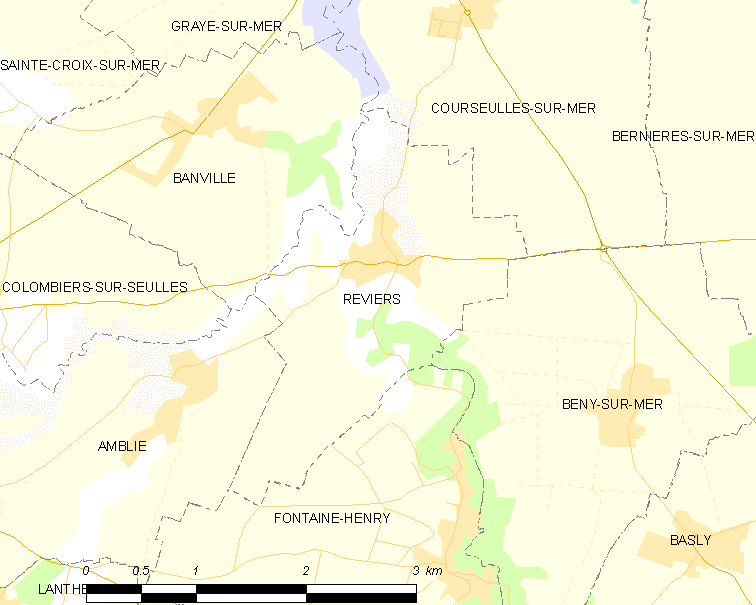
的OSM定位图

勒维耶的时区为UTC+01:00、UTC+02:00（夏令时）。

## 行政
勒维耶的邮政编码为14470，INSEE市镇编码为14535。

## 政治
勒维耶所属的省级选区为蒂和米县。

## 人口

1962-2008年间人口变化图示

勒维耶于2022年1月1日时的人口数量为601人。